# Ernst Friedrich Burckhardt
Ernst Friedrich Burckhardt (auch Burckhardt-Blum; * 7. Juli 1900 in Zürich; † 10. Oktober 1958 in Uckfield, England) war ein Schweizer Architekt, der sich besonders für das Neue Bauen einsetzte.

## Leben
Ernst Friedrich Burckhardt wurde als Sohn der Hanna Maria Pfisterer (1874–1954) und des Kaufmanns Friedrich Rudolf Burckhardt (1874–1950) geboren, der Maler Paul Burckhardt und der Bildhauer Carl Burckhardt und Paul Burckhardt waren seine Onkel.
Seine Werdegang als Architekt begann mit einem Volontariat im Architekturbüro der Gebrüder Pfister in Zürich. Von 1920 bis 1924 studierte er Architektur in London. 1925 gründete er sein eigenes Architekturbüro in seiner Heimatstadt Zürich, im gleichen Jahr heiratete er Elsa Blum, die 1948 auch seine berufliche Partnerin in Architekturbüro wurde. 1927 wurde sein Sohn Christof geboren.
Ein Autounfall auf einer Reise in England endete für ihn tödlich, seine Frau wurde schwer verletzt.

## Schaffen
Burckhardt wird als Pionier der Landesplanung bezeichnet. So wurde er 1944 als erster Redakteur der neuen Raumplanungszeitschrift Plan berufen.
Seine Projekte waren öffentliche Bauten, Wohnhäuser und Gebäude für Ausstellungen.
Als Dozent für Theaterbau an der ETH Zürich unterstützte er Reformen mit Veröffentlichungen und Projekten (zum Beispiel das Volkstheater Zürich, 1950). Auch war er als Maler, Bühnenbildner und Intendant tätig. Mit Karl Knell leitete er den Umbau des Corso-Theaters in Zürich (1934), mit Karl Egender den Bau der Reformierten Johanneskirche in Basel (1934–1936).
Zusammen mit seiner Frau entstanden die Wohnungsbau-Projekte in Küsnacht (1931–1951), das Freibad Oberer Letten in Zürich (1951–1952) und Ausstellungsbauten, unter anderem für die Landesausstellung in Zürich (1939).